# 薌城区
薌城区（きょうじょう-く）は中華人民共和国福建省漳州市に位置する市轄区。

## 歴史
1951年6月1日、竜渓県城関区に新に県級市の漳州市が設置された。1985年、地級市の漳州市が成立するに当たり、県級市の漳州市は市轄区の薌城区に改編された。

## 行政区画
下部に8街道、2鎮を管轄する
- 街道
  - 東鋪頭街道、西橋街道、新橋街道、巷口街道、南坑街道、通北街道、芝山街道、石亭街道
- 鎮
  - 浦南鎮、天宝鎮

## 交通

### 道路
- 高速道路
  - 廈蓉高速道路
  - 甬莞高速道路